# Ugia sestia
Ugia sestia là một loài bướm đêm trong họ Erebidae.